# Titoism
Titoismul este o formă de socialism care este asociată cu fostul lider iugoslav Iosip Broz Tito în perioada Războiului Rece. Este descrisă prin identitatea iugoslavă, autogestiunea muncitorilor, separarea politică de Uniunea Sovietică și conducerea în cadrul Mișcării de Nealiniere.
Partizanii iugoslavi comuniști au fost conduși de Tito în timpul celui de-al Doilea Război Mondial. După încheierea conflagrației, între Iugoslavia și Uniunea Sovietică s-au iscat tensiuni politice. Deși acestea s-au diminuat cu timpul, Iugoslavia a rămas în mare parte independentă din punct de vedere politic cât și al concepției. Tito s-a aflat în fruntea țării până la decesul acestuia în 1980.
În prezent, termenul are o conotație de „iugo-nostalgie” pe plan politic, dorință de restaurare sau renaștere a iugoslavismului sau a Iugoslaviei de către cetățenii statelor succesoare.